# Státní symboly Slovenska

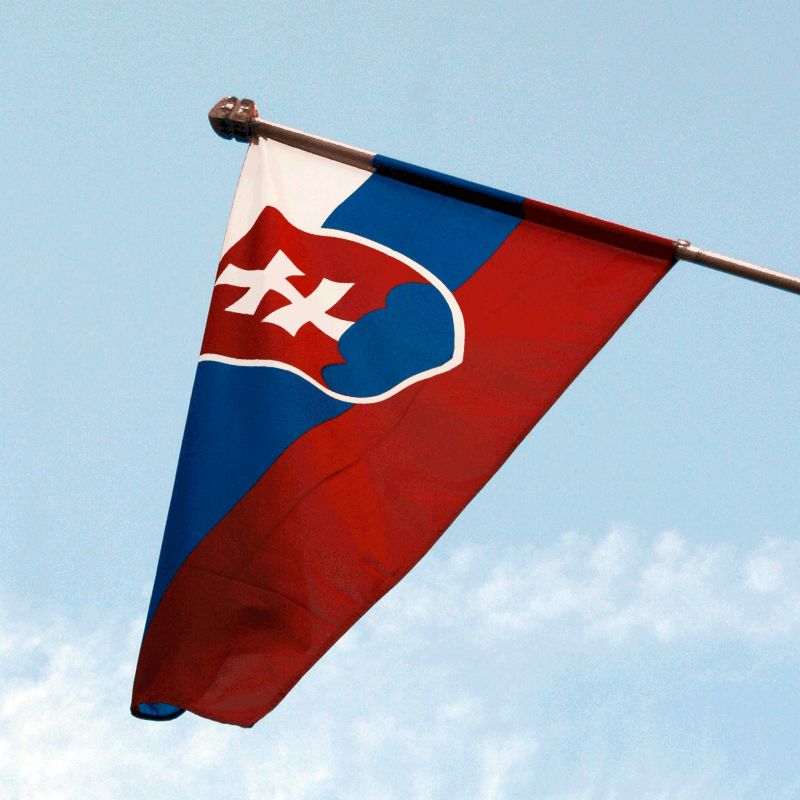
Slovenská vlajka

Státní symboly Slovenska jsou stanoveny zákonem NR SR č. 63/1993 Z. z. o štátnych symboloch Slovenskej republiky a ich používaní v znení neskorších predpisov.

## Státní symboly
Slovenské státní symboly jsou celkem 4:
- Státní znak
- Státní vlajka
- Státní pečeť
- Státní hymna – Nad Tatrou sa blýska

Státní znak
Státní vlajka
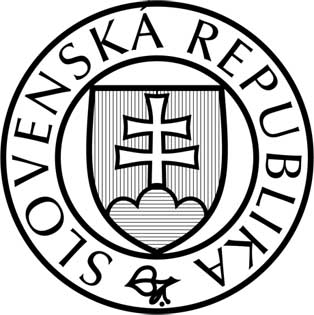
Státní pečeť
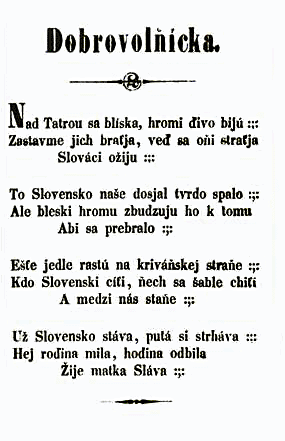
Státní hymna

## Neoficiální symboly
Neoficiální symboly: 
- Vlajka prezidenta republiky
- Národní barvy (Trikolóra) – Bílá-modrá-červená

Vlajka prezidenta
Slovenská trikolóra